# Zahrat al-Haja
Zahrat al-Haja (arab. زهرة الحياة) – wieś w Syrii, w muhafazie Aleppo, w dystrykcie Afrin. W 2004 roku liczyła 654 mieszkańców.